# Chi (unidad china de longitud)

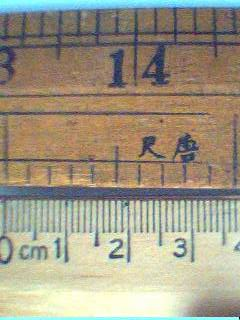
Sección de una vieja regla de Hong Kong, mostrando el último (10º) cun de un chi. Uno puede ver que el chi en esa jurisdicción era exactamente igual a 14+5/8 de una pulgada. Una regla métrica se muestra junto a ella para la comparación

El chi es una unidades de medida china tradicional de longitud. Aunque a menudo se traduce como el pie chino, su longitud se derivó originalmente de la distancia medida por una mano humana, desde la punta del pulgar hasta la punta del dedo índice, y es similar al antiguo palmo. Apareció por primera vez durante la antigua China de la dinastía Shang hace aproximadamente 3000 años y desde entonces ha sido adoptada por otras culturas del este de Asia como Japón (shaku), Corea del Sur, etc. (ja), y Vietnam. Su valor actual está estandarizado en alrededor de 1/3 de metro (0,4 yd), aunque los estándares exactos varían entre la China Continental de la República Popular China, su región administrativa especial de Hong Kong, y Taiwán.
En sus formas antiguas y modernas, el chi se divide en 10 unidades más pequeñas conocidas como cun (la "pulgada china"). 10 chi son iguales a 1  zhàng.

## Valores modernos
En la República Popular China El chi ha sido definido desde 1984 como exactamente 1/3 de metro, es decir, 33+1/3 de centímetro (13,1 plg) . Sin embargo, en la RAE de Hong Kong la unidad correspondiente, pronunciada chek en  cantonés, se define exactamente como 0,371475 metros (0,4 yd).
Las dos unidades se denominan a veces en inglés "pie chino" y "pie de Hong Kong".
En Taiwán, "chi" es lo mismo que las unidades de medida japonesas. shaku, es decir, 10/33 de metro (0,3 yd).

## Valores históricos
El estudio de los antiguos gobernantes y otros artefactos cuyo tamaño en el chi contemporáneo se conocía permitió a los investigadores modernos suponer que durante el siglo II A.C. al siglo III D.C., el valor del chi varió entre (Dinastía Qin a Dinastía Han y el período de los Tres Reinos), el valor del chi varió entre 23,1 y 24,3 centímetros (9,1 y 9,6 plg). Incluso antes, durante la era de Estados en guerra, el valor del chi era esencialmente el mismo.
Se piensa que los antiguos astrónomos chinos también usaron el "chi" como una unidad angular; el análisis moderno de los registros históricos indica que puede haber sido igual a un "grado (ángulo)".
En el siglo XIX, el valor del chi, según la parte del país y la aplicación, variaba entre 31 y 36 centímetros (12,2 y 14,2 plg)}. Según un informe británico de 1864, en la mayor parte de China el chi usado por los ingenieros en obras públicas era igual a 12,71 cm, el chi de los topógrafos era 12,058 cm, mientras que el valor generalmente usado para medir distancias era 12,17 cm. En Guangzhou, sin embargo, el chi usado para el comercio local variaba de 14,625 a 14,81 pulgadas (37,1 a 37,6 cm) - es decir, muy cerca del moderno "chek".  El valor fijado por un tratado chino-británico a efectos de los derechos de aduana en Hong Kong fue 14.1 cm.

## Utilización en el idioma chino
Debido a su larga historia y su uso generalizado, el chi, junto con el cun, también ha tenido usos metafóricos en el idioma chino. Por ejemplo, chi cun (en chino, 尺寸), una palabra compuesta por las unidades chi y cun, se refiere a las dimensiones de un objeto, mientras que el modismo "dé cùn jìn chǐ" (en chino tradicional, 得寸進尺; en chino simplificado, 得寸进尺; literalmente, ‘ganar un cun y pedir un chi’) significa «extremadamente codicioso».
En el uso informal en China, el chi también se usa a veces para referirse a las de las de US o a las unidades imperiales.